# Somebody Special
A Somebody Special Nina Nesbitt dala a The Sun Will Come Up, the Seasons Will Change albumról, amit kislemezként 2018. január 11-én adott ki a Cooking Vinyl. A dalt Nesbitt, Brianna Kennedy és Dan Muckala írták, producere Muckala volt.

## Háttere
A Nashville-ben írt dalt Zane Low 2018. január 1-jén mutatta be a Beats 1-on. Az albumot 2019. február 1-jén, a dalok akusztikus változatát is tartalmazó deluxe verziót (The Sun Will Come Up, the Seasons Will Change & The Flowers Will Fall) novemberben adták ki.
A dalról Nesbitt a következőket mondta: „Az az ötletem támadt, hogy a kliphez a dal jelentését megfordítom. Egy érzelmileg bántalmazó kapcsolatban élő lányról szól, aki nem tudja, mit ér, mert a személy, akivel együtt van, rosszul bánik vele. Egyszer találkozik egy sráccal, akivel mindennap ugyanarra a buszra szállnak fel, és emlékezteti lehetőségeire, és beleszeret.”

## Videóklip
A videóklip egyik szerzője Nesbitt.

## Fogadtatása
A brit albumlista 89. helyére került. 2024 decemberéig a Spofityon 52 millióan hallgatták meg.

## Helyezések
| Lemezeladási lista (2018) | Legjobb helyezés |
| ------------------------- | ---------------- |
| Írország (IRMA)           | 78               |
| Brit albumlista (OCC)     | 89               |
| Brit indie lista (OCC)    | 8                |

## Fordítás
- Ez a szócikk részben vagy egészben  a   Somebody Special című angol Wikipédia-szócikk ezen változatának fordításán alapul.  Az eredeti cikk szerkesztőit annak laptörténete sorolja fel. Ez a jelzés csupán a megfogalmazás eredetét és a szerzői jogokat jelzi, nem szolgál a cikkben szereplő információk forrásmegjelöléseként.